# Agrius schmeltzii
Agrius schmeltzii är en fjärilsart som beskrevs av Butler 1882. Agrius schmeltzii ingår i släktet Agrius och familjen svärmare. Inga underarter finns listade i Catalogue of Life.